# 中臣国子
中臣 国子（なかとみ の くにこ）は、飛鳥時代の豪族。名は国、国形、国巣子ともいう。姓は臣。中臣可多能祜の子で中臣御食子の弟。冠位は小徳。大中臣氏の祖の一人。

## 出自
中臣氏と藤原氏の違いは、前者は神祇を司どるという職能を持っているところにあり、忌部氏と共に、代々宮廷の神事・祭祀を担当している。氏の名の由来は、「中つ臣」で縮まって「なかとみ」となったものであり、神と人との仲介をするという意味である。本拠地については、河内国・大和国・豊前国・常陸国の4つがある。『記紀』や、『新撰姓氏録』「左京神別」には、天児屋命の子孫と伝わっており、「大中臣氏系図」によると、欽明天皇の時代に中臣常盤（なかとみ の ときわ）が初めて「中臣連」を賜ったとある。

## 経歴
位階は冠位十二階第二位の小徳であり、政府内部における発言力が大きかった。
『日本書紀』巻第二十二によると、623年（推古天皇31年7月）、新羅が任那を攻撃し、任那が新羅に服属した。そこで、天皇は新羅征伐を思い立ち、大臣蘇我馬子とも相談し、群卿たちからも意見を求めた。
慎重派の田中臣は、「すぐさま討伐軍を送るべきではありません。まずは状況を観察して、新羅に叛逆の意志があるか否かを知った上で、あとから討伐しても遅くはありますまい、試しに使者を派遣して、様子を見ましょう」と言った。これに対し、好戦派の国子は、「任那は元々内官家（うちつみやけ）であり、今、新羅人がそれを奪ったのです。それを取り返して、百済につけましょう」と主張した。田中臣は、「百済は度々態度を変える国です。道路の区間にすら嘘があります。どれも信じられません。百済に任那を渡してはなりません」と言上した。
その結果、田中臣の意見が通り、吉士磐金（きし の いわかね）と吉士倉下（きし の くらじ）を新羅に派遣することになった。時の新羅王は、『三国史記』によると真平王であったが、任那は小国であるが、天皇に従う国であるため、今まで通り天皇家の内宮家として維持をすることを保障した。しかし、磐金らが帰国する前に、境部臣雄摩侶と中臣連国子らは突如、征新羅大将軍に任命され、数万の軍を率いて新羅を征討した。新羅王は日本軍の数が多いと聞き、怖じ気づいて服属する意向を将軍らに伝え、将軍らはこのことを天皇に奏上し、天皇はこれをききいれた。
あとで、磐金らからの報告を聞いた蘇我馬子は、「軍隊をおくるのがはやすぎた」と悔やんだという。この軍事行動は、強硬派によって突然敢行されたものであり、大和政権内部の不統一を露呈したものであり、しばらく続いた新羅との協調外交もこれにより崩壊した。